# DTV4all
DTV4all („Digital Television for all“, DTV4ALL, engl. für Digitales Fernsehen für alle) ist ein Projekt, das den Zugang zu digitalen und audiovisuellen (AV) Systemen europaweit standardisieren soll. Es wird von der EU-Kommission im Rahmen der Agenda i2010 für ICT PSP (Information and Communication Technology – Policy Support Programme) gefördert und soll bis zum 1. Januar 2011 abgeschlossen sein.

## Ziele
In DTV4All werden Methoden zur Nutzung der technischen Möglichkeiten des Digitalen Fernsehens für einen barrierefreien Fernsehzugang untersucht, um Schwerhörigen, Gehörlosen, Blinden und Menschen mit geistiger Behinderung den Zugang zum Fernsehen und deren ausgestrahlten Sendungen durch einen Standard von erweiterten Untertitelungen zu ermöglichen. Ziel ist mit Hilfe von Feldversuchen in  Dänemark, Deutschland, Italien und Spanien diese Methoden zu testen, damit ein barrierefreier Zugang im täglichen Betrieb europaweit realisiert werden kann. Ein Beispiel sind Untertitel und Videotexte, die oftmals optisch aufbereitet und leichter bedienbar sind als Möglichkeiten des analogen Fernsehens.
Die Untertitelungen sollen sowohl für Schwerhörige, Gehörlose und Blinde sowie auch Legastheniker aufbereitet werden. Die Zuschaltung eines "Text-to-Speech" Formates wird in dem Projekt weiterentwickelt und versucht europaweit zu standardisieren, dabei wird besonderer Wert auf eine  einfache Bedienbarkeit gelegt.
Im Feldtest vom Februar bis Dezember 2009 bewerteten schwerhörige und gehörlose Nutzer wöchentlich die Gestaltungsmöglichkeiten von DVB-Untertiteln, die erstmals vom rbb testweise über DVB-T im deutschsprachigen Raum ausgestrahlt wurden. Die Tests sollten Erkenntnisse zur Nutzerakzeptanz als auch zur technischen Machbarkeit liefern. Die Ergebnisse werden bis 2010 zusammengefasst werden mit dem Ziel einen europäischen Standard zu entwickeln.
In Zusammenarbeit mit Programmveranstaltern und Geräteherstellern soll die Fernsehnutzung für Menschen mit physischen, altersbedingten oder mentalen Behinderungen leichter gestaltet werden. Die  Dienste, wie sie bereits von einigen öffentlich-rechtlichen Rundfunkanstalten gesendet werden, beispielsweise die Untertitelung von Sendungen für Teilnehmer mit eingeschränktem Hörvermögen oder der erklärende Fernseh-Zusatzton für Menschen mit reduziertem Sehvermögen, sollen dabei stärker in Europa etabliert und die Technik dafür auf Basis der in Digital Video Broadcasting (DVB) standardisierten Verfahren von der Empfängerindustrie umgesetzt werden.
DTV4all soll zur Barrierefreiheit in der europäischen Rundfunklandschaft beitragen und Empfehlungen an die Industrie- und Standardisierungsgremien für eine flächendeckende Einführung der Technologien und Dienste geben. Die EBU unterstützt das Projekt als assoziierter Partner. Die Umsetzung soll mit der Abschaltung des analogen TVs standardisiert werden.
Die Projektpartner in DTV4All sind: 
- Brunel University London  (Projektkoordinator)
- Danmarks Radio
- Institut für Rundfunktechnik
- Radiotelevisione Italiana (RAI)
- Rundfunk Berlin-Brandenburg (RBB)
- Red Bee Media Ltd.
- Televisió de Catalunya
- Universitat Autònoma de Barcelona.[4]

## Daten
- Gefördert unter: ICT Politik Unterstützungsprogramm
- Gebiet: CIP-ICT-PSP-2007.2.1 -Zugänglich digital Audiovisuelle (AV) Systeme
- Gesamtkosten: ¤ 2,93 Millionen
- EU-Beitrag: ¤ 1,46 Millionen
- Projektverweisung: 224994
- Ausführung: Vom 1. Juli 2008 bis 1. Januar 2011
- Vertragstyp: ICT Politik
- Unterstützungsprogramm: CIP-ICT-PSP-P CIP-Pilot